# Kerstfeest voor Krotdorp
Kerstfeest voor Krotdorp (oorspronkelijke titel: A Christmas for Shacktown) is een stripverhaal van Carl Barks uit 1951, met Donald Duck, Kwik, Kwek en Kwak, Katrien Duck  en Dagobert Duck in de hoofdrol. 
Het verhaal stond in 1978 in nummer 49 t/m 51 van het weekblad Donald Duck. Het verscheen later als hoofdverhaal in album 35 van de serie De beste verhalen van Donald Duck, Donald Duck als weldoener.

## Verhaal
Kwik, Kwek en Kwak lopen op weg van school naar huis door Krotdorp, de armste wijk van Duckstad. Dan realiseren ze zich dat de arme kinderen daar geen kerstfeest zullen hebben zoals zij. Even later komen ze Katrien Duck tegen, die besluit met de Damesclub een speciaal kerstfeest voor de bewoners van Krotdorp te organiseren. Ze schakelt Donald Duck in om Oom Dagobert te vragen om 25 gulden bij te leggen voor kalkoenen en 25 gulden voor een speelgoedtrein. Oom Dagobert wil niet bijdragen aan de speelgoedtrein, maar is wel bereid om 25 gulden voor kalkoenen te geven, als Donald de andere 25 gulden bij elkaar brengt.
Kwik, Kwek en Kwak schenken de vijf gulden die Donald zou uitgeven aan hun kerstcadeaus. Samen met de andere Jonge Woudlopers weten ze nog vijf gulden bij elkaar verdienen met sneeuwruimen. Katrien kan vijf gulden bijdragen door haar kantwerk te verkopen. Donald moet dus nog tien gulden bij elkaar zien te krijgen. Hij weet daarvan vijf gulden te verdienen door een tamme rat los te laten in Oom Dagoberts geldpakhuis, waarna hij vijf gulden in rekening brengt voor het vangen van de rat. Donald verdient ook nog een gulden doordat hij per abuis wordt aangezien voor een bedelaar. Voor het overige geld wendt Donald zich tot Guus Geluk. Die houdt, vertrouwend op zijn geluk, zijn hoed in de hand onder een flatgebouw. Een grapjas gooit een gloeiend dubbeltje naar beneden, dat door Guus' hoed heen brandt en in de sneeuw valt. Bij het oprapen van het dubbeltje vindt Guus een portemonnee. Van het vindersloon geeft hij Donald de laatste vier gulden die nog nodig waren.
Nu het volledige bedrag bij elkaar is, gooit Donald voor de grap het dubbeltje dat Guus kreeg in de hoed van Dagobert, die ook probeert om te worden aangezien voor een bedelaar. Als Dagobert even later dit dubbeltje bij zijn enorme muntenvoorraad voegt, blijkt dit net te veel gewicht voor de bodem onder het geldpakhuis, die instort. Al Dagoberts geld is nu verdwenen in een bodemloze put.
Wetenschappers ontdekken dat zich onder het geldpakhuis een grot bevindt, waar het geld in terecht is gekomen. Onder deze grot bevindt zich weer een laag drijfzand, waardoor het onmogelijk is om met trillende machines het geld weer naar boven te halen. Aangezien Oom Dagobert nu volkomen blut is, trekt hij in bij Donald en de neefjes.
Kwik, Kwek en Kwak brengen echter redding. Ze weten van een andere grot onder de stad, met een ingang vlak bij Krotdorp. Vanuit deze grot leidt een smalle mollengang naar het naar beneden gestorte geld. Met hun eigen speelgoedtrein maken Kwik, Kwek en Kwak een verbinding naar het geld. Oom Dagobert belooft de eerste speelgoedwagonlading geld die naar buiten komt aan Kwik, Kwek en Kwak te geven. Het blijkt een pakje van honderd biljetten van elk duizend gulden te zijn.
Krotdorp krijgt nu met het door Oom Dagobert geschonken geld een geweldig kerstfeest met veel speelgoedtreinen. Oom Dagobert haalt ondertussen stukje bij beetje zijn geld uit de grot met de speelgoedtrein, maar beklaagt zich dat het in dit tempo nog 272 jaar, 11 maanden, 3 weken en 4 dagen zal duren voor hij alles terug heeft.

## Achtergrond
In dit verhaal probeerde Carl Barks het materialisme rond het kerstfeest en de ongelijkheid tussen arm en rijk aan de kaak te stellen. Het wordt door veel liefhebbers als één van zijn beste Donald Duck-verhalen beschouwd.